# Bugatti Type 54

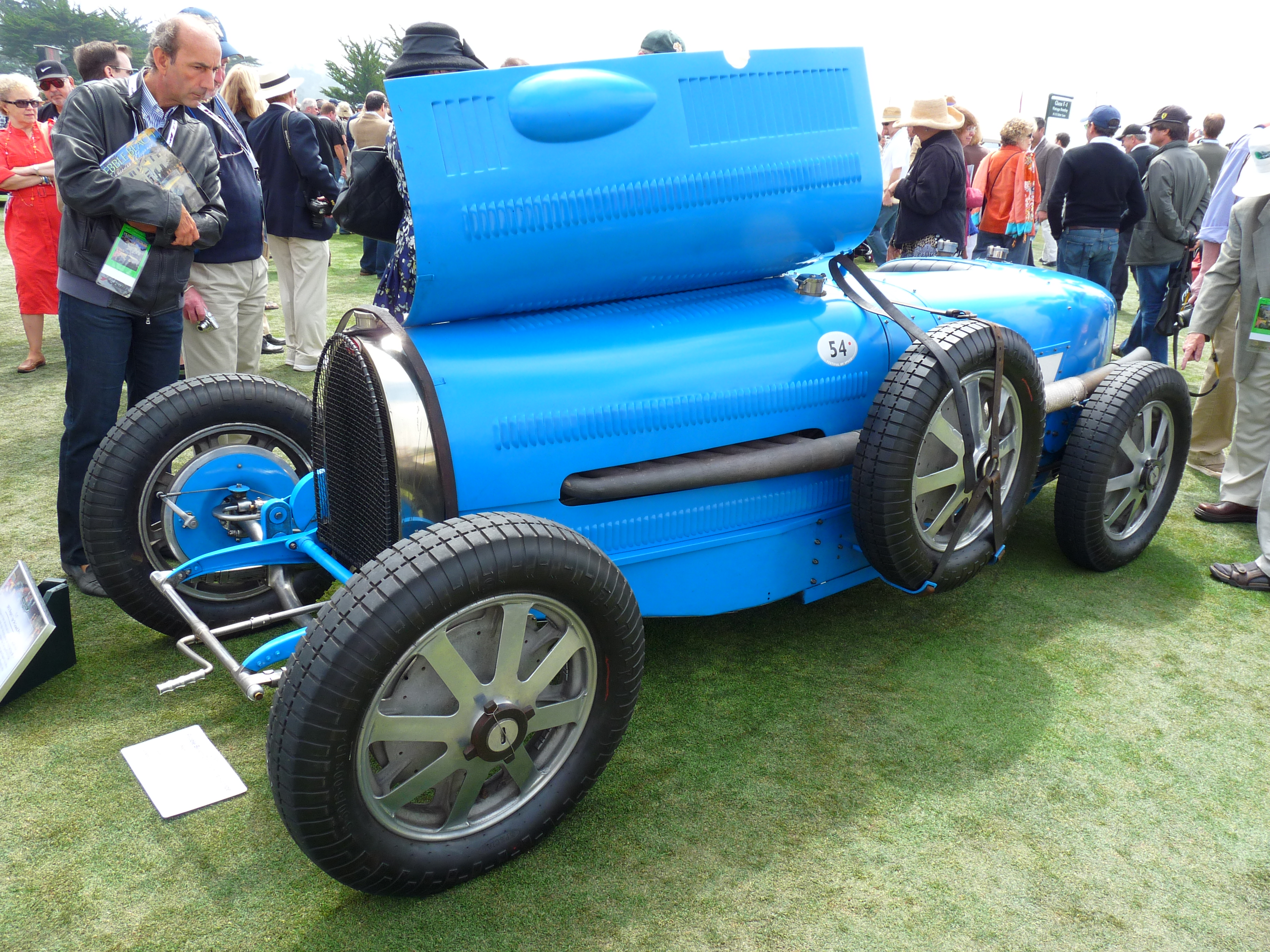
Bugatti Type 54. 1931

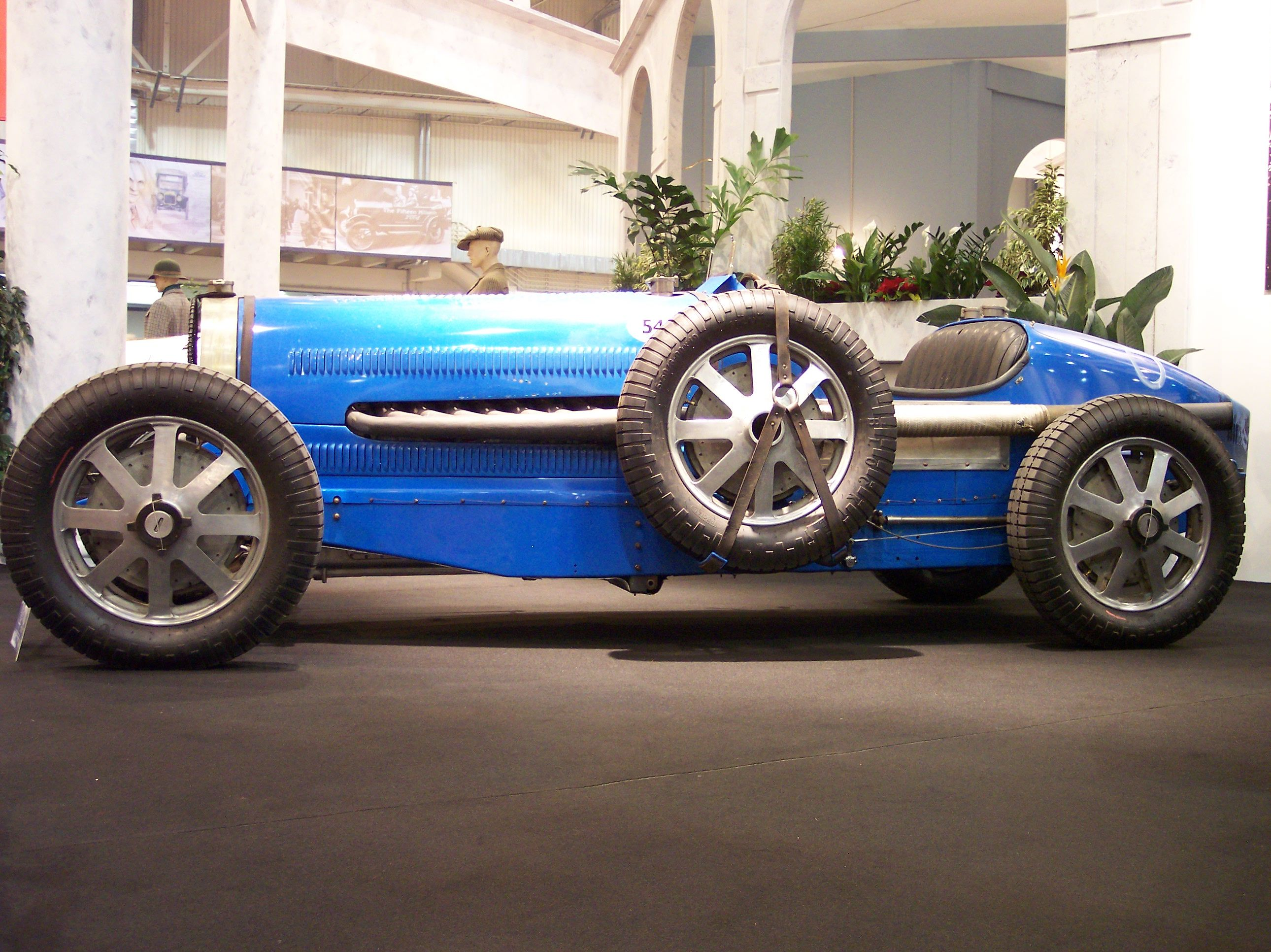
Bugatti Type 54

Bugatti Type 54 — гоночний автомобіль даної моделі розробив Етторе Бугатті 1931 р. Було виготовлено 10 машин.

## Технічні характеристики
Після неймовірного успіху моделі Bugatti Type 35 Етторе Бугатті вирішив створити нову модель, що повторила б успіх 1920-х років і була б конкурентноздатною з новими моделями компаній Alfa Romeo та Mercedes-Benz по потужності двигуна, швидкості. Bugatti Type 51 була збудована на базі шасі Type 35 з тим же мотором потужністю 160 к.с., що не відповідало задуму Бугатті.
Для сезону 1931 він впродовж 13 днів збудував прототип Type 54, використавши шасі моделі Type-45 і 8-циліндровий 16 клапанний мотор моделі Type 50 об'ємом 4972 см³ з верхім розміщенням двох розподільчих валів. Мотор з компресором, двома карбюраторами Zenith при 4000 об/хв. розвивав потужність 300 к.с. (220 кВт) на бензині і 450 к.с. (330 кВт) на метанолі. На машині встановлювали 3-ступінчасту коробку передач. При масі 950 кг колісна база становила 2750 мм при колії 1350 мм.
На базі гоночного Bugatti Type 54 було збудовано спортивний автомобіль Bugatti Type 55.

## Гонки
Після випробувань на гоночних трасах АФУС Берліна, Монци, Брокланду (англ. Brooklands) у Британії було внесено деякі зміни у конструкцію, що стосувались переважно аеродинаміки моделі. Через меншу масу і більшу потужність Bugatti Type 54 ставала гідним суперником для моделі Mercedes-Benz SSKL. На гонці у Монці 1932 змагались два автомобілі француза Луїса Широна та італійця Ахілла Варзі, який зайняв третє місце. Впродовж 1933 найбільших успіхів на Bugatti Type 54 досягли заводські водії Варзі, Широн, Вільям Вільямс та граф з Польщі Станіслав Чайковський. Загалом у 1931 - 1933 було завойовано 5 перших місць, 4 другі, одне третє, місця з 5 по 9 та 17 разів автомобілі не фінішували. Для 1934 було введено обмеження ваги 750 кг, що дозволяло використовувати Type 54 лише у вільних заїздах.